# 155 (число)
155 (Сто п'ятдеся́т п'ять) — натуральне число між  154 та  156.
- 155 день в році — 4 червня (у високосний рік — 3 червня).

## Математичні властивості
- 155 — є непарним складеним тризначним числом.
- Сума цифр цього числа — 11
- Добуток цифр цього числа — 25
- Квадрат числа 155 — 24 025
- 51-ше напівпросте число [1]
- 155 — сума простих чисел між його найменшим і найбільшим дільниками (включаючи їх): 155 =5+7 +11 +13 +17 +19 +23 +29 +31[2] [3]. Інші числа цієї послідовності, менші мільярда —  10,  39 та  371.
- Число 155 являє собою цілу частину результату ділення простого числа 311 на 2. [4]